# Antti-Jussi Niemi
Antti-Jussi Jormanpoika Niemi (* 22. září 1977, Vantaa) je bývalý finský lední hokejista, obránce. S finskou reprezentací získal stříbrnou medaili na olympijských hrách v Turíně roku 2006. Má rovněž tři stříbrné (1998, 1999, 2001) a dvě bronzové medaile (2000, 2008) z mistrovství světa. Má také zlato z mistrovství Evropy juniorů 1995. Zúčastnil se rovněž MS 2004 (6. místo) a MS 2005 (7. místo). Finskou nejvyšší soutěž hrál za Jokerit Helsinky. Dvakrát se s ním stal mistrem Finska (1996, 1997). V letech 1999–2000, 2009–2010 vedl Jokerit jako kapitán. Pět sezón strávil ve švédské nejvyšší soutěži, v dresu Frölundy, s níž získal jeden mistrovský titul (2005). Dvě sezóny strávil v zámoří, v NHL nastoupil za Mighty Ducks of Anaheim k 29 utkáním. Zahrál si též jeden ročník KHL, za klub Lada Togliatti. V roce 2018 byl uveden do Finské hokejové síně slávy. V současnosti je generálním ředitelem Jokeritu Helsinky.